# Sasha Gatt
Sasha Gatt (22 giugno 2005) è una nuotatrice maltese.

## Carriera
Ha gareggiato nei Giochi della XXXII Olimpiade nei 400 m stile libero femminili e nei 1500 m stile libero femminili.
Ha partecipato anche ai 1500 metri stile libero femminili ai Campionati europei di nuoto 2020 a Budapest, in Ungheria.
Il 12 dicembre 2020, Gatt si è qualificata all'età di 15 anni per le Olimpiadi estive di Tokyo 2020 nella gara dei 1500 m stile libero con un tempo di 17'00"28. Successivamente, il 6 giugno 2021, si è qualificata anche per la gara dei 400 m stile libero con un tempo di 4'18"58. Ai Giochi olimpici, con un tempo di 4'19"75, si è classificata sesta nella sua batteria e ventiduesima nei 400 m sl. Il giorno successivo ha nuotato nella gara dei 1500 m stile libero femminile, dove è arrivata terza su tre nella sua batteria con un tempo di 16'57"47, stabilendo il suo record personale.
Ha partecipato ai Giochi della XXXIII Olimpiade di Parigi.

## Palmarès
- Giochi dei piccoli stati d'Europa

Montenegro 2019: bronzo nella 4x200m sl.
Andorra la Vella 2025: oro nei 400m sl e negli 800m sl, argento nei 1500m sl.